# Hels Vite
Hels Vite (szw. Kara Hel) – szósty studyjny album viking metalowego zespołu Thyrfing wydany 22 października 2008 roku przez wytwórnię Regain Records. Jest to pierwszy album z wokalistą Jensem Rydénem.

## Lista utworów
1. „En Sista Litania” (Ostatnia litania) – 7:10
2. „Från Stormens Öga” (Z oka cyklonu) – 8:07
3. „Isolation” (Odosobnienie) – 5:54
4. „Hels Vite” (Kara Hel) – 8:28
5. „Griftefrid” (spokój grobu - w Szwecji prawo zmarłego do godnego traktowania) – 5:23
6. „Becoming The Eye” (Stając się okiem) – 7:54
7. „Tre Vintrar – Två Solar” (Trzy zimy - dwa słońca) – 9:07

## Twórcy
- Jens Rydén – śpiew
- Patrik Lindgren – gitara
- Kimmy Sjölund – gitara basowa
- Joakim Kristensson – perkusja
- Peter Löf – instrumenty klawiszowe
- Toni Kocmut – wokal wspierający (gościnnie)
- Jörgen Svensson – produkcja, realizacja nagrań, miksowanie
- Henrik Pantzar – mastering
- Mikael Schelén – projekt okładki
- Jens Rydén – zdjęcia